# Sammy Martinez
Sammy Martinez – jednostka osadnicza w Stanach Zjednoczonych, w stanie Teksas, w hrabstwie Starr.